# Joshua Suherman
Joshua Suherman, född 3 november 1992 i Surabaya, är en indonesisk skådespelare och sångare.

## Filmografi
- 2001 – Joshua oh Joshua